# Mercy (Dancing for the Death of an Imaginary Enemy)
Mercy (Dancing for the Death of an Imaginary Enemy) är det tredje studioalbumet av den amerikanska rockgruppen Ours, utgivet den 15 april 2008 på American Recordings.

## Låtlista
All text och musik är skriven av Jimmy Gnecco.
1. "Mercy" - 6:41
2. "The Worst Things Beautiful" - 4:21
3. "Ran Away to Tell the World" - 5:00
4. "Black" - 4:51
5. "Moth" - 4:34
6. "Murder" - 5:35
7. "God Only Wants You" - 4:23
8. "Live Again" - 4:27
9. "Willing" - 4:41
10. "Saint" - 5:06
11. "Lost" - 5:18
12. "Get Up" - 4:50